# Aria sole terra e mare
Aria sole terra e male è un brano musicale della cantante Linda, presentato in gara al Festival di Sanremo 2004. La canzone si classificò alla terza posizione della classifica generale.

## Tracce
Il CD singolo include tre B-sides: due brani inediti e la radio edit della canzone sanremese.
1. Aria sole terra e mare – 3:35
2. Un bacio liquido – 4:02
3. Dai grida – 3:57
4. Aria sole terra e mare (Radio remix)

## Classifiche
| Classifica (2004) | Posizione più alta |
| ----------------- | ------------------ |
| Italia            | 28                 |